# Bommetje! (televisieprogramma)
Bommetje! is een Nederlands spelprogramma van de AVROTROS, waarin deelnemende teams, veelal bestaande uit een puber en een ouder, strijden om de Bommetje!-award door waterspellen zo goed mogelijk te voltooien. In de finale is het doel om het hoogste bommetje te maken. Het televisieprogramma wordt sinds 2015 in de zomermaanden uitgezonden, van mei t/m augustus. Elk seizoen eindigt met een compilatie-uitzending met daarin de hoogtepunten uit het hele seizoen. De presentatie van het programma is in handen van Ron Boszhard. In elke aflevering wordt hij bijgestaan door een bekende Nederlander. Deze geeft bij elk spel het startschot en assisteert tevens de blobbers in de laatste ronde.  
Het programma werd in 2020 en 2021 niet uitgezonden vanwege de coronapandemie die in 2020 uitbrak. Hierdoor kon het in deze jaren niet worden opgenomen.

## Seizoen 1:Bommetje!(2015)
Het eerste seizoen is opgenomen in 2014 en is uitgezonden sinds 25 april 2015. Er zitten veertien afleveringen in het eerste seizoen. In het eerste seizoen waren er verschillende kwalificatiespellen, waarna de deelnemers in de finale zo hoog mogelijk moeten geraken na een lancering van een luchtkussen om een zo groot mogelijk bommetje te maken. Hoe beter een team presteert in de kwalificatiespellen, des te zwaarder de springer die de deelnemer lanceert en dus meer kans op de hoogste sprong.

### Incident en vragen aan wethouder
Bij de opnames voor het eerste seizoen in Huizen is een jongen van acht meter hoogte in het water gevallen. Er werd voor hem een traumaheli opgeroepen, maar hij bleek niet ernstig gewond. Naar aanleiding van het incident heeft de lokale fractie van het CDA vragen gesteld aan de wethouder omtrent de veiligheid van de opnamen.

## Seizoen 2:Bommetje XL(2016)
Het tweede seizoen van het programma heeft de naam Bommetje XL. Het is opgenomen in 2015 en uitgezonden in 2016. Dit seizoen zijn er drie rondes; een schans, een glijbaan en de finale met Blobkussen. In elke aflevering is een bekende Nederlander te gast. Het programma is net als in het eerste seizoen opgenomen in Huizen.

## Seizoen 3:Bommetje XXL(2016/2017)
Het derde seizoen van het programma heeft de naam Bommetje XXL. Het is opgenomen in 2016 in Huizen en uitgezonden in 2016 en 2017. Dit seizoen is er (naast de schans, glijbaan en finale met luchtkussen) een nieuwe ronde: een evenwichtsbalk. Ook dit seizoen zijn er bekende Nederlanders te gast.

## Seizoen 4:Bommetje!(2018)
Het vierde seizoen heeft dezelfde naam als het eerste seizoen. Het is zowel opgenomen als uitgezonden in 2018. Opnieuw wordt presentator Ron Boszhard bijgestaan door bekende Nederlanders. De opnames van het programma vonden wederom plaats in Huizen. Nieuw dit seizoen is de "bom" waarbij de volwassene van een koppel zo lang mogelijk op een "bom" aan een waterslang moeten blijven staan terwijl er een waterstraal doorheen gaat die de "bom" in allerlei bochten laat wringen.

## Seizoen 5:Bommetje!(2022/2023)
Het vijfde seizoen van het programma heeft dezelfde naam als het eerste en vierde seizoen. Het vijfde seizoen is zowel opgenomen in 2022 en uitgezonden in 2022 en 2023. Ook nu wordt de presentator bijgestaan door bekende Nederlanders. In tegenstelling tot de eerste vier seizoenen, die alleen in Huizen zijn opgenomen, zijn deze seizoenen op twee verschillende locaties opgenomen. Het werd niet alleen in Huizen, maar ook in Lelystad opgenomen. Tevens werd in een aantal afleveringen een andere finale gespeeld dan de blobronde (de ronde met het Blobkussen). Deze ronde werd afgewisseld met de evenwichtsbalk en de slide. Ook deze seizoenen is er in een aantal afleveringen een nieuwe ronde, een "swing", waarbij de kandidaten zich aan een touw zover mogelijk moeten wegslingeren.

## Seizoen 6 en 7:Bommetje!(2024 en 2025)
Vanaf seizoen 6 is er opnieuw een nieuwe ronde, de "Kapseizer". Twee teams staan op een brug die begint te wiebelen. De teams moeten zo lang mogelijk op de brug blijven staan. Ze hebben hierbij bokshandschoenen aan omdat ze de zijkanten niet vast mogen houden. Het team dat het langst blijft staan, gaat door naar de finale. Tevens wordt in dit seizoen een nieuw blobkussen gebruikt voor de finale. Waar de voorgaande seizoenen een oranje kussen werd gebruikt, wordt in dit seizoen een blauw kussen gebruikt. Verder werd de "bom" afgewisseld met de "jumper", waarbij de volwassene van het team op een platform op een hoge paal stond naast een draaischijf met twee armen die steeds sneller gingen ronddraaien. De kandidaat moest dan zo vaak mogelijk over de armen heen springen en daarbij landen op het platform. Het spel stopte zodra de kandidaat in het water viel. Een ander nieuw spel was "High Five". Hierbij werden de beide kandidaten van een team gedurende 1 minuut rondgedraaid in draaistoelen waarna ze zo snel mogelijk over een wankele brug naar elkaar toe moesten lopen en elkaar in het midden een "high five" moesten geven. Indien dit lukte werd voor de ranking gekeken hoe snel ze dit hadden gedaan. Indien het niet lukte om een "high five" te geven, gold de gelopen afstand voor de plek in de ranking. De drie beste teams gingen door naar de blobronde.

## Nominaties en prijzen
Het programma was in 2017 als Bommetje XXL en in 2018 als Bommetje! genomineerd voor de Gouden Stuiver voor het beste kinderprogramma. Geen van beide nominaties is door het programma verzilverd. In januari 2024 wist het programma wel een Zapp Award te winnen in de categorie Beste jeugdprogramma.

## Internationaal
Het format van dit programma is verkocht aan Australië, Engeland, Canada en de Verenigde Staten. In de Verenigde Staten is het verkocht aan NBC Universal die tien afleveringen heeft gemaakt onder de naam Cannonball. Deze serie is vanaf 2020 uitgezonden. Ook in Engeland en Australië is de naam Cannonball.